# Raiden Tameemon

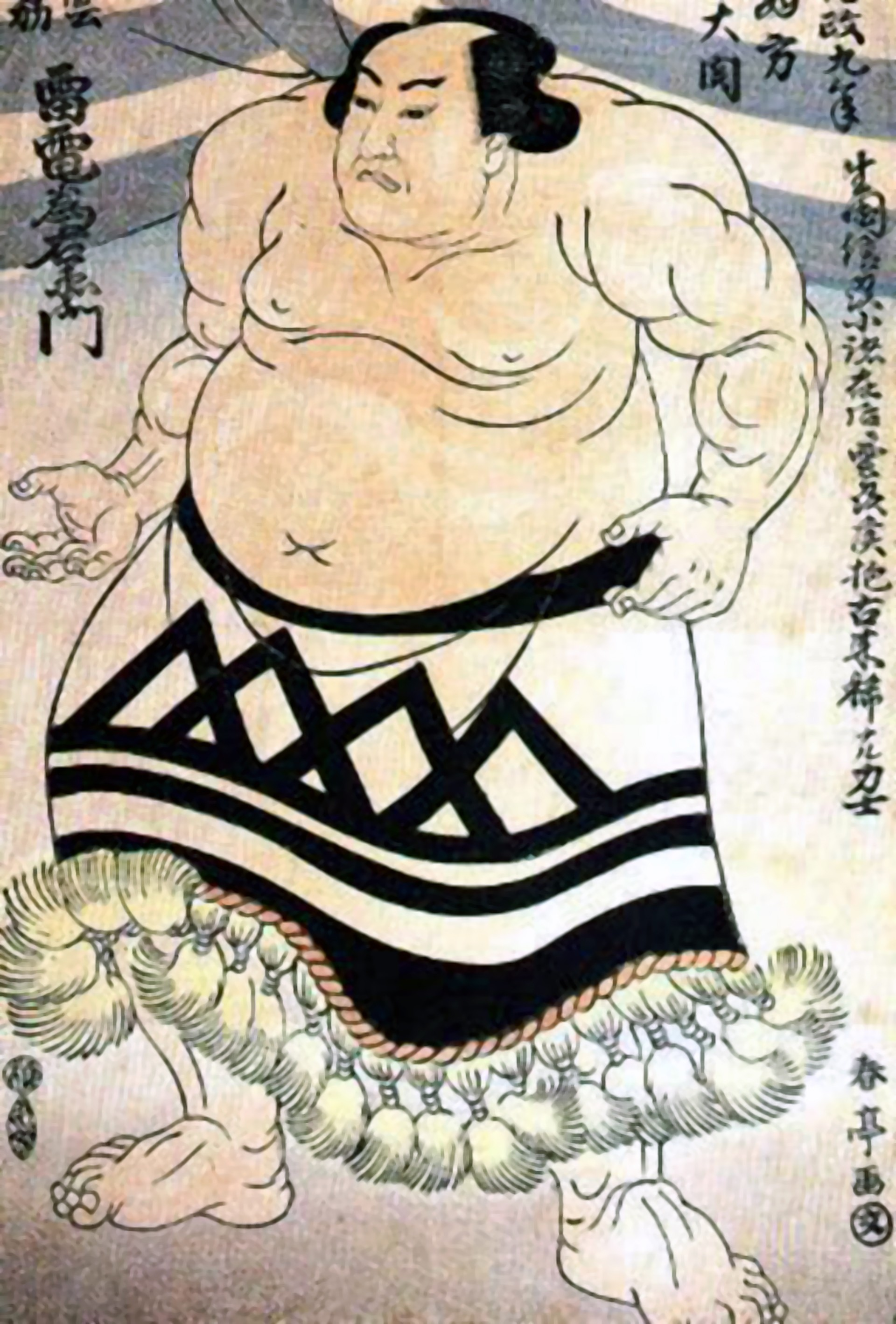
Raiden Tameemon

Raiden Tameemon, född 1767, död 11 februari 1825, var en legendarisk japansk sumobrottare under Edo perioden. Med sina 197 cm längd och 169 kg vikt var han en jätte för sin tid. Han startade sumo år 1748 vid 17 års ålder.
Efter fyra år kom Matsudaira Fumai, Mastues sjunde Daimyo och även berömd temästare att bli hans sponsor. Med sin överlägsna styrka drog han sig tillbaka vid 44 års ålder efter en remarkabel karriär. Han vann 25 sumoturneringar varav sju på raken. 
Under sin karriär vann han 254 fighter och förlorade endast tio dvs en vinstprocent på 96,2 procent. Detta gjorde att han vann vid denna tid sumobrottningens högsta ranking: Ozeki. Den senare instiftade Yokozunarankingen fanns ännu inte.